# 清海镇
清海镇（：／ Cheonghaejin）是位于韓國全羅南道莞島郡将岛的统一新罗时代的军镇遗址。莞岛到将岛的距离约为180米左右，每天两次退潮时连接两个岛屿的路露出水面后可步行往返。9世纪统一新罗时代，武将张保皋将军在此处建立了清海镇并击退了海贼掌握了三海海上统治权，保护了清海镇这个海上重要贸易要塞。因此清海镇遗址具有非常重要的历史意义。

## 遗址和文物
- 木栅（木桩列）：位于海岛入口的木桩列总长331米，基本为橡树桩，据学者推测应为防御用。根据放射性碳年代测定，木栅始建于9世纪中期。在將岛的南边和西北部海岸留有约有1,000多个直径40∼80cm的木栅。[2]

- 清海镇城：总长890米，防御墙一层及二层由石头组成，将两列石头以5~6米的间隔平行排列后，用土紧密填充空隙部分修建而成，此建筑技术被称为板筑技术。[2]

- 法华寺址：据称，法华寺是张保皋仿照中国山东省赤山法华院在长佐里后方象皇峰山脚建造的寺院。

- 外城门：作为连接城内外的通道，在需要时可阻挡敌军侵入，是反攻及击退敌军的重要塞口。

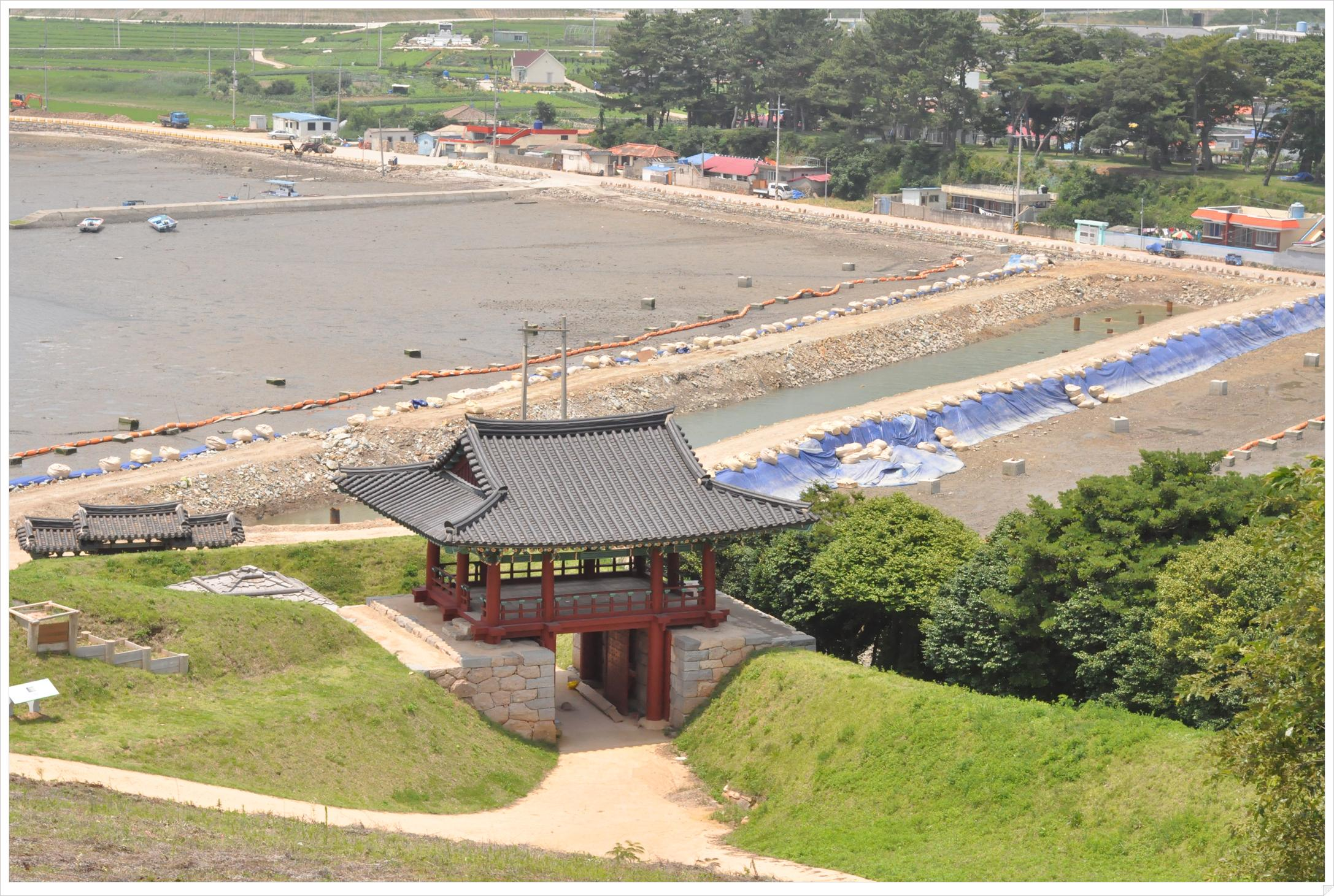
從內城門眺望外城門

- 内城门：作为城内第二层出入通道，同样具有防御功能。

- 高台：位于东西走向的清海镇南城墙中段高地，是监视由国外入境的商船及海贼的绝佳之处。